# Gian Giacomo Manecchia
Gian Giacomo Manecchia (Montemurro, 1597 – Napoli, 13 settembre 1657) è stato un pittore italiano.

## Biografia
Pittore montemurrese contemporaneo e amico di Sellitto, come lui attivo in Napoli nel Seicento. Figlio di Gian Andrea e Caterina Marchese (o Marchisio), a 12 anni si trasferì a Napoli a casa di un suo fratello pittore, di sei anni maggiore di lui, Gian Tommaso. Sposò la figliastra del fratello, Geronima Colombo, nel 1629, dalla quale ebbe due figli, Andrea e Anna Maria.
Rimasto vedovo il 26 gennaio 1654, si risposò con Anna Maria Perosino il 10 maggio 1655; costei era la figlia di quel Cesare Perosino, ricco mercante, al quale Giulia Greco, madre di Salvator Rosa, vendette la casa che il marito s'era costruito con tanti stenti. Il Perosino era morto nel 1633 e l'anno dopo la vedova, Grazia De Rosa, si risposò con Bartolomeo de Turris, scrivano in civilibus della Vicaria, collega e grande amico di Andrea Vaccaro (futuro consuocero del Manecchia).
Fu forse su consiglio di questi due che il Manecchia si lasciò convincere a condurre in casa una moglie di 22 anni, che si chiamava Anna Maria, quando questi aveva già una figlia di 18 anni e che portava curiosamente lo stesso nome. Anna Maria Perosino morì l'anno dopo, a causa della terribile epidemia di peste che colpì Napoli nel 1656.
Gian Giacomo invece morì l'anno dopo, il 13 settembre 1657. Ricevette li sancti sacramenti da don Alessandro Mayello suo Curato, e per sua volontà fu seppellito a San Giuseppe Maggiore, sua parrocchia.
Un mese dopo, il 10 ottobre 1657, Nicola Vaccaro, il figlio di Andrea Vaccaro, sposò sua figlia Anna Maria nella stessa chiesa dove il pittore era stato sepolto.

## Opere
Nella chiesa di Santa Maria della Sapienza in Napoli sono conservate le uniche sue tele giunte fino a noi, Le nozze di Cana e L'Adorazione dei Magi.